# Jacob Ericsson
Jacob Ericsson, född den 17 september 1993, är en svensk fotbollsspelare som spelar för Karlstad Fotboll. Han kan spela som försvarare till vänster eller som mittfältare till vänster.

## Karriär
Ericsson började spela fotboll i Sommarro IF som 6-7-åring. Därefter gick Ericsson till Carlstad United och han spelade även ett år för Skattkärrs IF som junior. I november 2009 skrev han på för AIK. Den 30 mars 2011 flyttades han upp i AIK:s A-trupp. Ericsson spelade fem träningsmatcher med AIK och satt på bänken i fyra allsvenska matcher 2011. Han lånades därefter ut till Väsby United, där han spelade 20 matcher i Division 1 Norra, varav 17 från start. Säsongen 2012 var han utlånad till Karlstad BK. Jacob skrev den 8 december 2014 på ett kontrakt med allsvenska Gefle IF
I januari 2013 skrev han på ett tvåårskontrakt för Örgryte IS. I september 2013 förlängde han sitt kontrakt fram över säsongen 2015. Efter säsongen 2014 valde Ericsson att bryta sitt kontrakt med Örgryte.
I december 2014 värvades Ericsson av allsvenska Gefle IF, där han skrev på ett treårskontrakt. Efter två år i Gefle valde Ericsson i december 2016 att återvände till Örgryte IS, där han skrev på ett tvåårskontrakt.
I december 2018 värvades Ericsson av Falkenbergs FF, där han skrev på ett tvåårskontrakt. I mars 2021 värvades Ericsson av Karlstad Fotboll. I december 2023 förlängde han sitt kontrakt i klubben till 31 december 2025.